# Сивов, Денис
Денис Сивов (род. 1978) — российский легкоатлет, специалист по бегу на короткие дистанции. Выступал на профессиональном уровне в 1998—2004 годах, чемпион России в эстафете 4 × 400 метров, победитель и призёр первенств всероссийского значения. Представлял Волгоградскую и Свердловскую области. Мастер спорта России.

## Биография
Денис Сивов родился в 1978 году. Занимался лёгкой атлетикой в Волгограде в Спортивной школе олимпийского резерва № 10, выступал также за Свердловскую область.
Первого серьёзного успеха на всероссийском уровне добился в сезоне 1998 года, когда на чемпионате России в Москве со Свердловской командой выиграл серебряную медаль в зачёте эстафеты 4 × 400 метров, уступив лишь команде Санкт-Петербурга.
В 1999 году бежал 200 и 400 метров на зимнем чемпионате России в Москве, выиграл серебряные медали на молодёжном российском первенстве в Чебоксарах и на первенстве Вооружённых сил в Ростове-на-Дону, принимал участие в летнем чемпионате России в Туле.
В 2000 году выиграл бронзовую медаль на турнире СК «Луч» в Екатеринбурге, стартовал на зимнем чемпионате России в Волгограде, занял 13-е место на Кубке России в Туле, шестое место на молодёжном российском первенстве в Чебоксарах и на Мемориале Владимира Куца в Москве. На летнем чемпионате России в Туле дошёл до полуфинала в индивидуальном беге на 400 метров и завоевал бронзовую награду в эстафете 4 × 400 метров.
В 2001 году на зимнем чемпионате России в Москве закрыл десятку сильнейших в дисциплине 400 метров и одержал победу в эстафете 4 × 200 метров. Также показал 13-й результат на Мемориале братьев Знаменских в Туле и седьмой результат на летнем чемпионате России в Туле. На чемпионате России вместе с партнёрами по команде Свердловской области также победил в эстафете 4 × 400 метров.
Зимой 2002 года был пятым на первенстве Вооружённых сил в Москве и на Кубке губернатора в Волгограде, занял девятое место на открытом первенстве Москвы, бежал 200 и 400 метров на зимнем чемпионате России в Волгограде. Летом на чемпионате России в Чебоксарах дошёл до полуфиналов на дистанциях 200 и 400 метров, получил серебро в эстафете 4 × 400 метров.
В 2003 году на зимнем чемпионате России в Москве взял бронзу в программе эстафеты 4 × 200 метров. Стартовал в беге на 400 метров на летнем чемпионате России в Туле.
В январе 2004 года в дисциплине 200 метров занял девятое место на Кубке губернатора в Волгограде и на этом завершил спортивную карьеру.